# Chris Bartley
Chris Bartley, né le 2 février 1984 à Wrexham, est un rameur d'aviron britannique.

## Palmarès

### Jeux olympiques
- 2012 à Londres,  Royaume-Uni
  -  Médaille d'argent en quatre sans barreur poids légers

### Championnats du monde
- 2007 à Munich,  Allemagne
  -  Médaille de bronze en quatre de couple léger

- 2010 à Karapiro,  Nouvelle-Zélande
  -  Médaille d'or en quatre sans barreur poids légers

- 2011 à Bled,  Slovénie
  -  Médaille de bronze en quatre sans barreur poids légers